# Păulești (Vrancea)
Pour les articles homonymes, voir Păulești.
Păulești est une commune du județ de Vrancea en Roumanie.

## Démographie
En 2021, la population était de 1 815 habitants.